# Allan Detrich
Allan Detrich es un fotógrafo, y meteorólogo amateur estadounidense. 
Nació en Attica (Ohio), y concurrió al "Ohio Institute of Photography" en Dayton (Ohio). En 1998, escribió su foto-ensayo '"Children of the Underground" lo acercó a las finales del Premio Pulitzer en Fotografías.
En 2002, sus fotos de un tornado en Tiffin (Ohio) fueron elegidas por Time magazine como las "Mejores Fotos del Año."
De 1989 a 2007, Detrich trabajó para el Toledo Blade; dejando esa revista, en abril de 2007, cuando se descubrió que había alterado digitalmente una foto publicada en la primera página del 31 de marzo, edición de 2007. Una investigación posterior reveló que había alterado digitalmente y presentado 79 fotos durante las primeras 14 semanas de 2007, 58 de las cuales funcionaron bien en el  Blade  o en su sitio web. La Asociación Nacional de Fotógrafos de Prensa (acrónimo en inglés NPPA) se refiere a Detrich como un "manipulador serial digital de nuevas fotos." Tras dejar Blade ha trabajado como fotógrafo freelance y en la industria cinematográfica.
Desde 1998, Detrich ha estado activo como "cazatormentas"; pasando varias semanas, de cada verano, estudiando y fotografiando tornados en las Grandes Llanuras de EE. UU. con otros entusiastas. También es conocido como coleccionista y un experto en la cámara Diana.